# 동누사틍가라주

동누사틍가라주의 위치

동누사틍가라주(인도네시아어: Provinsi Nusa Tenggara Timur)는 인도네시아의 주 가운데 하나로, 서티모르를 포함한 소순다 열도 동쪽에 위치하고 있다. 주도는 서티모르에 있는 도시인 쿠팡이며 인구는 4,679,316명(2010년 기준), 면적은 47,876km2이다.
동누사틍가라주는 약 550여 개에 달하는 섬들로 구성되어 있으며 플로레스섬과 숨바섬 그리고 티모르섬의 서쪽 부분인 서티모르 3개의 큰 섬이 있다. 참고로 티모르섬의 동쪽 부분은 독립 국가인 동티모르의 영토이다. 그 외의 섬으로는 아도나라섬, 알로르섬, 코모도섬, 렘바타섬, 메니포섬, 라이주아섬, 린차섬, 로테섬(인도네시아 최남단에 위치한 섬), 사부섬, 세마우섬, 솔로르섬이 있다.

동누사틍가라주의 기
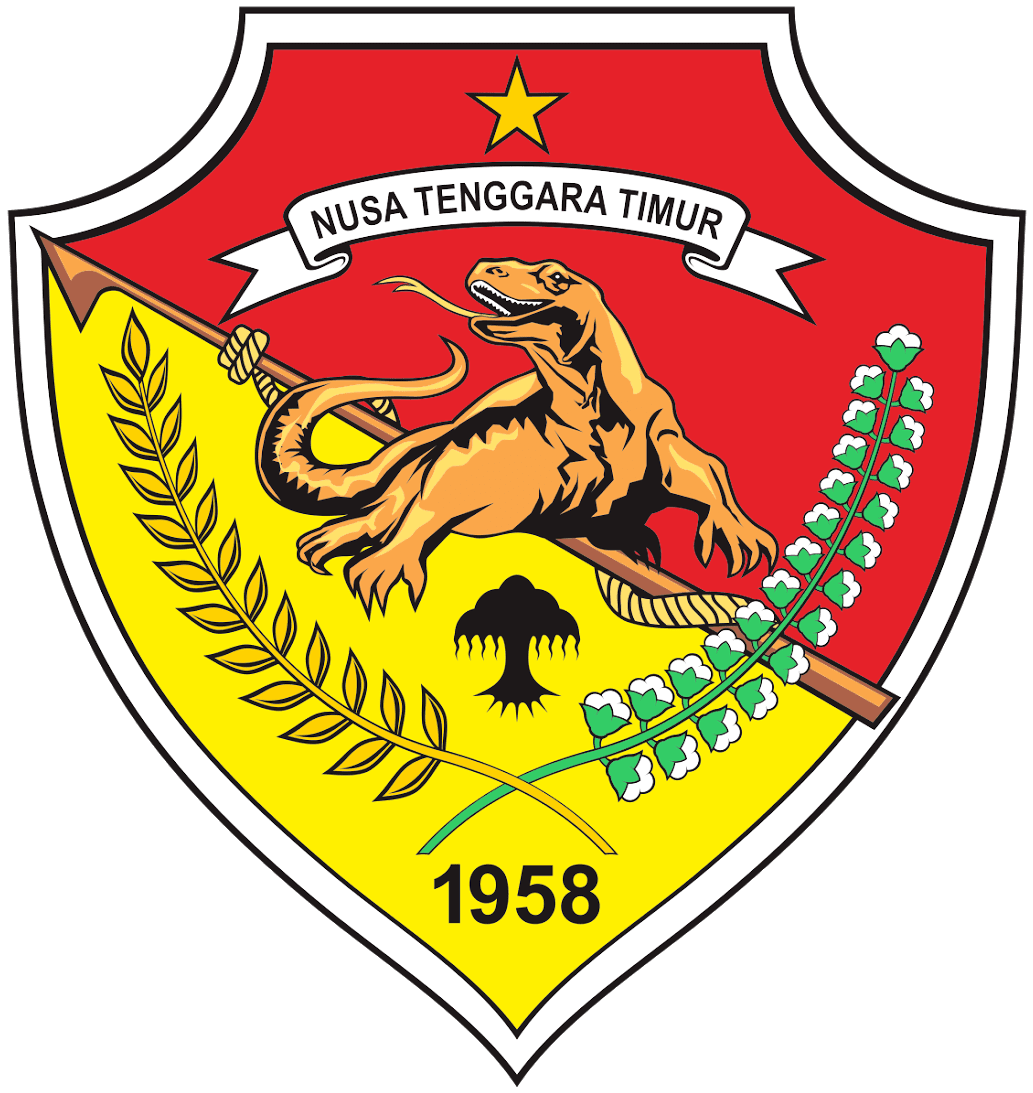
동누사틍가라주의 문장

## 인구
| 연도                               | 인구      | ±%     |
| ---------------------------------- | --------- | ------ |
| 1971                               | 2,295,287 | —      |
| 1980                               | 2,737,166 | +19.3% |
| 1990                               | 3,268,644 | +19.4% |
| 1995                               | 3,577,472 | +9.4%  |
| 2000                               | 3,952,279 | +10.5% |
| 2005                               | 4,260,294 | +7.8%  |
| 2010                               | 4,683,827 | +9.9%  |
| 2015                               | 5,112,760 | +9.2%  |
| 2019                               | 5,456,203 | +6.7%  |
| 2020                               | 5,541,394 | +1.6%  |
| Source: Badan Pusat Statistik 2019 |           |        |